# 金斑虎甲蟲
金斑虎甲蟲(Cosmodela aurulenta)，又名八星虎甲蟲，之前與貝氏虎甲蟲視為同一物種，背上長有八粒白點，顏色也比貝氏虎甲蟲鮮豔，身長16至18毫米，分布於亞洲熱帶及亞熱帶地區。